# 牛顿第三运动定律

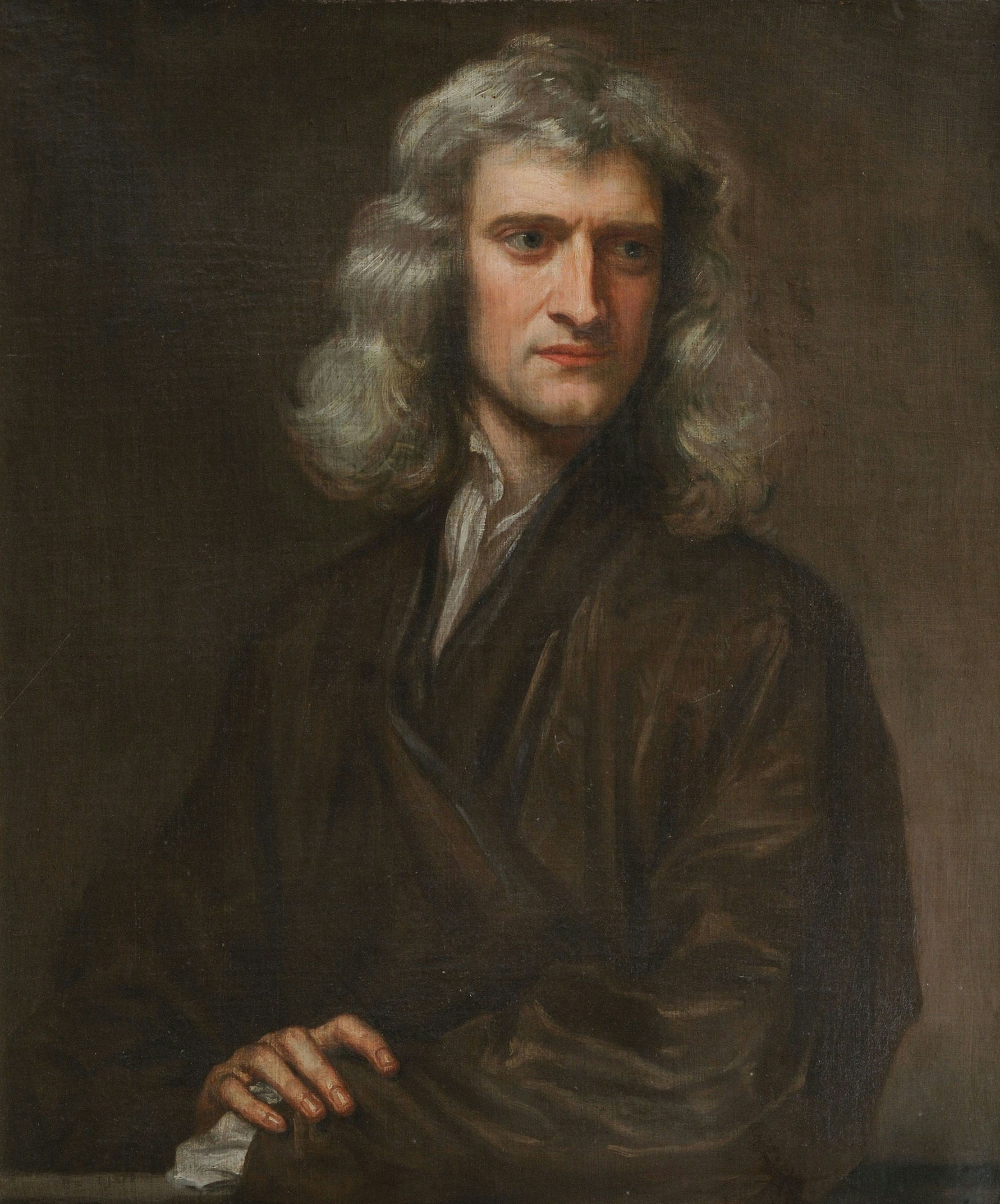
艾薩克·牛頓 （1643–1727）

在經典力學裏，表明，當兩個物體相互作用時，彼此施加於對方的力，其大小相等、方向相反。力必會成雙結對地出現：其中一道力稱為「作用力」；而另一道力則稱為「反作用力」（拉丁語 actio 與 reactio 的翻譯），又稱「抗力」；兩道力的大小相等、方向相反。它們之間的分辨，是純然任意的；任何一道力都可以被認為是作用力，而其對應的力自然地成為伴隨的反作用力。這成對的作用力與反作用力稱為「配對力」。
牛顿第三运动定律最初描述的是作用与反作用的关系，即：作用等于反作用。
1687年，英國物理泰斗艾萨克·牛顿在巨著《自然哲學的數學原理》裏，提出了牛頓運動定律，其中有三條定律，分別為牛顿第一運動定律、牛顿第二運動定律與牛頓第三運動定律。由於專門表述作用力與反作用力，牛頓第三運動定律又稱為「作用與反作用定律」，在本文內簡稱為「第三定律」。
第三定律以方程式表達為
{\displaystyle \sum \mathbf {F} _{A,B}=-\sum \mathbf {F} _{B,A}} ；
其中，{\displaystyle \mathbf {F} _{A,B}} 是物體B施加於物體A的力，{\displaystyle \mathbf {F} _{B,A}} 是物體A施加於物體B的力。

## 两种版本

當兩個帶電粒子都以相同速度 移動時，帶正電粒子 會感受到電場力 、磁場力 與淨力 ，帶負電粒子 會感受到電場力 、磁場力 與淨力 。注意到作用力 和反作用力 不同線。在本圖內，速度 的大小不按比例繪製。

作用與反作用定律又分为两种版本：强版本和弱版本。在本條目裡研討的第三定律是「弱版作用與反作用定律」。「强版作用與反作用定律」，除了弱版作用與反作用定律所要求的以外，还要求作用力和反作用力都作用在同一条直线上。万有引力与静电力都遵守强版作用與反作用定律。可是，在某些状况下，作用力和反作用力并不同线（两作用点的連线）。例如，假設两个呈平移運動的电荷，平移速度相同，但并不垂直于两电荷的连线，則由必歐-沙伐點電荷定律与洛伦兹力定律所計算出的作用力和反作用力并不同線，这對力只遵守弱版作用與反作用定律。又例如，假設两個呈平移運動的电荷，平移速度相互垂直，則它們各自感受到的電磁力不遵守弱版作用與反作用定律。
第三定律並不是一種一般自然定律，它只適用於某些力，例如連心力。靜電力、引力都是連心力，因此可以使用第三定律來做力學分析。任何涉及到物體速度的力都不是連心力，不能使用第三定律來做力學分析，例如，兩個移動中的電荷彼此之間相互作用的力不是連心力，兩個移動中的物體彼此之間相互作用的引力也不是連心力，第三定律不適用於這些力。

## 牛頓的論述
拉丁文原版第三定律的英文與中文翻譯分別為
To every action there is always opposed an equal reaction: or the mutual actions of two bodies upon each other are always equal, and directed to contrary parts.

每一個作用都對應著一個相等反抗的反作用：或者，兩個物體彼此之間的相互作用總是大小相等、方向相反。

馬拖拉石頭案例示意圖。兩個同樣顏色的向量表示一對作用力與反作用力。

牛頓用馬拉石頭的例子来解釋。假設一匹馬拖拉著石頭，則馬同樣地也被石頭拖拉，因為分別在兩端繫住了馬和石頭的繩索，其施加於馬的張力 {\displaystyle \mathbf {T} _{\mathrm {h,s} }} 是源自於石頭的拖拉，其試圖朝著石頭的方向（稱為後方）拖拉馬，類似地，繩索施加於石頭的張力 {\displaystyle \mathbf {T} _{\mathrm {s,h} }} 是源自於馬的拖拉，其試圖朝著馬的方向（稱為前方）拖拉石頭，這力 {\displaystyle \mathbf {T} _{\mathrm {h,s} }} 會阻礙馬向前方移動，而力 {\displaystyle \mathbf {T} _{\mathrm {s,h} }} 則會促使石頭朝著前方移動。
既然馬與石頭都同樣拖拉對方，為什麼馬與石頭會朝著前方移動，而不是朝著後方移動？這是因為馬與石頭已經朝著前方呈勻速運動前進，石頭感受到來自於馬的張力 {\displaystyle \mathbf {T} _{\mathrm {s,h} }} 恰巧抵銷了石頭遭遇的摩擦力 {\displaystyle \mathbf {f} _{\mathrm {s,g} }} （朝著後方），即 {\displaystyle \mathbf {T} _{\mathrm {s,h} }=-\mathbf {f} _{\mathrm {s,g} }} ，沒有淨力促使其加速或減速，馬感受到來自於石頭的張力 {\displaystyle \mathbf {T} _{\mathrm {h,s} }} 又恰巧抵銷了地面施加於馬的摩擦力 {\displaystyle \mathbf {f} _{\mathrm {h,g} }} （朝著前方）， {\displaystyle \mathbf {T} _{\mathrm {h,s} }=-\mathbf {f} _{\mathrm {h,g} }} ，淨力也等於零，所以馬與石頭仍舊會朝著馬的方向呈勻速運動。注意到 {\displaystyle \mathbf {f} _{\mathrm {h,g} }} 與 {\displaystyle \mathbf {T} _{\mathrm {h,s} }} 不是一對作用力與反作用力； {\displaystyle \mathbf {f} _{\mathrm {h,g} }} 與馬施加於地面的摩擦力 {\displaystyle \mathbf {f} _{\mathrm {g,h} }} 是一對作用力與反作用力。同樣地，{\displaystyle \mathbf {f} _{\mathrm {s,g} }} 與 {\displaystyle \mathbf {T} _{\mathrm {s,h} }} 不是一對作用力與反作用力； {\displaystyle \mathbf {f} _{\mathrm {s,g} }} 與馬施加於地面的摩擦力 {\displaystyle \mathbf {f} _{\mathrm {g,s} }} 是一對作用力與反作用力。
假設最初馬與石頭都處於靜止狀態，而石頭感受到來自於馬的張力 {\displaystyle \mathbf {T} _{\mathrm {s,h} }} 大於石頭遭遇的摩擦力 {\displaystyle \mathbf {f} _{\mathrm {s,g} }} ，即 {\displaystyle |\mathbf {T} _{\mathrm {s,h} }|>|\mathbf {f} _{\mathrm {s,g} }|} ，則石頭感受到的淨力 {\displaystyle \mathbf {T} _{\mathrm {s,h} }+\mathbf {f} _{\mathrm {s,g} }} 會促使石頭呈加速度運動。由這加速度運動所生成的慣性力，其與淨力之間的關係為大小相等、方向相反。
牛頓然後論述到碰撞問題。假設物體A碰撞到物體B，改變了物體B的運動，則物體A也會改變自己的運動。由於這碰撞而造成的兩個物體各自對應的運動改變，假若沒有其它外力介入，則兩個物體動量的改變相等，而不是速度的改變相等。由於兩個物體各自的動量改變，其大小相等、方向相反，所以每個物體的速度改變與質量成反比。
牛頓用第三定律來推導出動量守恆。但是，根據高等物理理論，動量守恆比第三定律更為基礎。適用於更廣泛領域的动量守恒不需基於牛顿定律。
為了要證實第三定律的正確性，牛頓提到了克里斯多佛·雷恩、約翰·沃利斯、克里斯蒂安·惠更斯與埃德姆·马略特使用單擺來對於硬物的碰撞規則所進行的一些調研。他還描述了一些自己使用鐵球、木塞與玻璃等物體來完成的實驗。從這些實驗獲得的數據，他總結，對於物體碰撞問題，實驗結果與第三定律全吻合。:95-96
牛頓又想出一個實驗。假設在兩個互相吸引的物體A、B之間，置入一個隔離體C，防止兩個物體A、B聚集在一起。假若物體A或物體B之中有任何一個物體感受到更大的吸引力，例如，假若物體A感受到的吸引力大於物體B感受到的吸引力，則與物體B施加於隔離體C的壓力相比較，物體A會施加更大的壓力於隔離體C。因此，隔離體C不會處於平衡狀態，它會與兩個物體A、B所組成的系統共同朝著物體B的方向移動，而且永遠呈加速度運動。這樣的結果違背了第一定律。根據第一定律，假若無外力施加，則整個系統的運動速度不會改變。所以，物體A、B分別施加於隔離體C的壓力，應該大小相等、方向相反；物體A、B彼此施加於對方的吸引力，也應該大小相等、方向相反。
完成這實驗並不困難。牛頓將磁石與鐵塊分別置入兩隻浮於水上的小船。由於磁石與鐵塊之間的吸引力，兩隻小船互相吸引，碰撞在一起，達成平衡靜止狀態。這樣，牛頓證實了第三定律正確無誤。

## 成雙結對的配對力

兩位溜冰者彼此施加於對方的力，其大小相等，方向相反。雖然彼此施加的力的大小相等，兩者各自的加速度並不一樣。根據第二定律，質量較輕者的加速度比較大。

根據第三定律，力是物體與物體之間的相互作用，力必會成雙結對地出現：其中一道力稱為「作用力」，而另一道力則稱為「反作用力」（拉丁語 actio 與 reactio 的翻譯），又稱「抗力」；兩道力的大小相等、方向相反。它們之間的分辨，是純然任意的；任何一道力都可以被認為是作用力，而其對應的力自然地成為伴隨的反作用力。這成對的作用力與反作用力稱為「配對力」或「第三定律配對力」。第三定律又稱為「作用與反作用定律」。
假設在一個孤立系統裡只有一個物體A，則這物體A絕不會感受到任何力的作用，必須存在有另外一個物體B施加力於這物體A，這物體A也絕不能施加任何力，必須存在有另外一個物體B感受這力的作用。
假設在一個孤立系統裡有兩個物體A與B，則在任意時刻，物體A施加於物體B的力與物體B施加於物體A的力，其大小相等、方向相反，而且不會出現其中一道力先於另一道力的狀況。

## 錯誤和正確的基本物理概念
作用力與反作用力這基本物理概念，時常會被許多人一知半解地應用。第三定律的現代表述為
|  | 當兩個物體交互作用時，彼此施加於對方的力，其大小相等、方向相反。 |

在這裡，必須清楚明瞭一個重點：這反作用力是施加於另外一個物體，而不是施加於感受到作用力的物體。舉例而言，假設物體A、B彼此施加萬有引力於對方，當物體A施加萬有引力於物體B時（作用力），物體B也同時施加萬有引力於物體A（大小相等、方向相反的反作用力）。
另外，在分析配對力時，有一點必須銘記在心：反作用力與作用力的物理本質是完全相同的。假若作用力的本質是萬有引力，那麼，反作用力的本質也是萬有引力。倘若作用力與反作用力的物理本質不相同，則分析必不正確。

### 正確分析實例
- 因為地球感受到太陽的萬有引力，所以地球環繞著太陽進行軌道運動，同時，太陽也會感受到地球的萬有引力。設定地球感受到的萬有引力為作用力，則太陽感受到的萬有引力是對應的反作用力，其與作用力大小相等、方向相反。因為太陽的質量超大於地球，所以地球的吸引似乎對於太陽並沒有造成甚麼影響，然而，太陽的確有被地球影響。對於這兩個天體的共同運動可以正確描述為，它們都環繞著整個太陽－地球系統的質心進行軌道運動。[18]

- 假設在一條不能延伸的鋼纜的一端懸掛著一個鉛球，鋼纜的另一端緊繫於實驗室的天花板。那麼，鉛球會被地球用萬有引力所吸引，因此傾向於朝著實驗室地板墜落。設定鉛球感受到的萬有引力為作用力，則鉛球吸引地球的萬有引力是對應的反作用力，這一對力的存在與鋼纜完全無關，實際而言，假若沒有鋼纜，作用力與反作用力依舊存在。從另一方面看，鋼纜施加於鉛球的力的方向朝上，阻止鉛球墜落，鉛球也同時施加力於鋼纜。設定鋼纜施加於鉛球的力為作用力，則鉛球同時施加於鋼纜的力是對應的反作用力，這一對作用力與反作用力的大小相等、方向相反。如果，相對於天花板，這簡單的系統是靜止不動的，則根據牛頓第一定律，鉛球感受到的淨外力等於零，這淨外力是地球施加於鉛球的地心引力與鋼纜施加於鉛球的力這兩種不同力的向量和。這兩種力的大小相等、方向相反；也就是說，它們互補。但是，這並不表示它們是一對作用力與反作用力，這可以從它們都作用於同一個物體（鉛球）的事實推斷出來，它們彼此之間的關係不遵循牛頓第三定律。[18]

- 為了要檢查這些概念的解釋是否正確，可以將鋼纜改換為彈簧。如果相對於實驗室參考系 ，這新系統最初是靜止的，則前面的分析也適合。但是，如果這系統現在遭到微擾（例如，鉛球被輕輕的推一下或拉一下），鉛球開始上下震動，則由於鉛球呈加速度運動，按照牛頓第一定律，淨外力不等於零，可是，鉛球與地球的質量都沒有改變，鉛球與地球質心之間的距離也幾乎一樣，所以，本質為萬有引力的作用力與反作用力仍舊不變，不同的是現在這系統已變為動力系統，鉛球感受到的萬有引力暫時地與彈力失去平衡。彈力的大小與方向都隨時間而改變（震動頻律跟彈簧的弹簧常数有關）。弹力和弹簧的长度变化量成線性關係。[19]

### 錯誤分析實例
- 第三定律時常會以一種簡單，但不完全或不正確的句子陳述：

作用力與反作用力的大小相等、方向相反。
對於每一道作用力，都有一道大小相等、方向相反的反作用力。
這些句子並沒有清楚地陳述出，作用力與反作用力是施加於不同的物體，並不是因為兩道力恰巧大小相等、方向相反，它們就能夠自動地配對形成符合第三定律的作用力與反作用力。

穩定置放在桌子上的書本感受到的各種力。對應於書本重量的反作用力是書本吸引地球的萬有引力，而不是桌子施加於書本的力

- 作用力與反作用力問題時常會跟靜態平衡混淆；換句話說，假若作用力與反作用力大小相等、方向相反，則物體怎樣移動？[22]例如，思考以下句子：

如右圖所示，一本書穩定地置放在桌子上，書的重量 {\displaystyle m\mathbf {g} } 是一道將它往下拉的力，設定這道力為作用力，則其對應的反作用力是桌子施加於書本的力 {\displaystyle \mathbf {N} } ，這是一道將書本往上推的力，這兩道力互相平衡。
上述句子並不符合第三定律的正確含意。這兩道力的本質不同，這兩道力都施加於同一個物體，它們不可能成為作用力－反作用力的力對。設定書本施加於桌子的接觸力 {\displaystyle \mathbf {F} _{C}} 是作用力，則其反作用力是桌子施加於書本的接觸力 {\displaystyle \mathbf {N} } ，而且接觸力 {\displaystyle \mathbf {F} _{C}} 等於書的重量 {\displaystyle m\mathbf {g} } 。無論如何，靜止的概念與第三定律毫不相關。事實上，書本重量是由於地球的萬有引力所致，所以反作用力是書本作用於地球的萬有引力，也就是說地球被向上吸引。
- 另外一個常見的錯誤觀念：

離心力是向心力的反作用力。
假設一個物體同時受到一道離心力與一道大小相等、方向相反的向心力，則可很確切地推斷施加於這物體的淨力等於零，這物體不會呈圓周運動，而會靜止不動或呈勻速直線運動。離心力是一種偽力：只有從非慣性參考系，才會測量出離心力的存在。

## 歷史

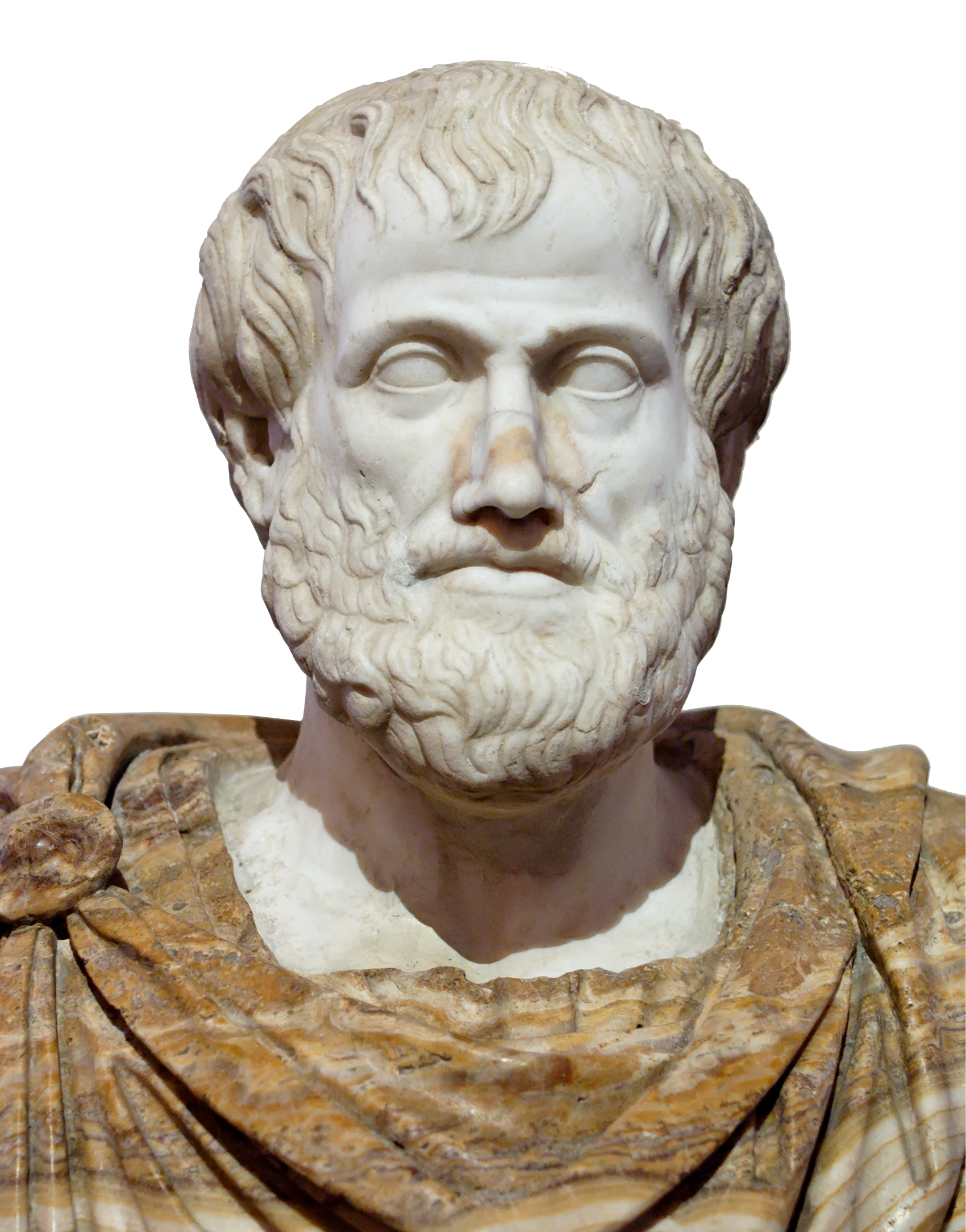
亞里斯多德

早在古希臘時期，亞里斯多德就已提出關於作用力和反作用力的概念。亞里斯多德在著作《物理學》裡表明，物體A作用於物體B，這是通過物體A接觸到物體B，可是，接觸是一種「相應關係」（reciprocal relation），當物體A接觸到物體B時，物體B也接觸到物體A。他在著作《論產生和毀滅》裡更詳細的表明，物體可以分為數天物體與屬地物體兩種，屬天物體與屬地物體不同，屬天物體是由更為優級的物質組成，因此當屬天物體作用於屬地物體之時，屬地物體不會作用於屬天物體。他又補充聲明，所有屬地的物體都會相應地作用於對方，然而，假若兩個物體的強弱相差太大，則弱者將沒有足夠能力來作用於強者，例如，假若一小滴酒掉入一大桶水，則這一小滴酒將會變為水，而不會改變在大桶裡的水的性質。他在著作《論動物運動》裡對於走步的機械原理指出，為了實現走步，動物的足部必須壓踩於固定物體，一般而言，當足部壓踩於固定物體時，足部施加於物體的作用力會與物體施加於足部的反作用力完全平衡，只有當足部的作用力大於物體的反作用力時，動物才能實現走步。注意到亞里斯多德從來沒有以詞語「作用力和反作用力」，而是以詞語「相應作用」來表達他的論述，他認為，重點並不是當物體A作用於物體B時，物體A激發物體B反作用，而是當兩個物體相互接觸時，每一個物體會自己自主地作用於對方，這是一種對稱性事件。:25-27
後來的希臘亞里斯多德學評論者，例如狄米斯提厄斯、約翰·菲勒龐厄斯與辛普利希厄斯，對於亞里斯多德的觀點都深信不疑，他們特別強調屬天物體與屬地球物體彼此之間的單向關係，屬天物體與屬地球物體之間絕對不會出現相應作用。:27
十三世紀，隨著亞里斯多德的論述逐漸在西歐傳開，西歐學者也開始接觸到相應作用這論題，但是，在那時期，這論題並沒有引起甚麼關注，直到十四世紀中期，在牛津的瓦爾特·博爾理、理查·斯灣司黑德與威廉·黑特斯博理、在巴黎的阿爾伯特與因根的马西利乌斯，在帕多瓦的 喬凡尼·卡撒理，才開始熱烈辯論這論題。從十五世紀到十六世紀，在北義大利大學的一些學者，例如加埃塔诺·蒂内、吉歐帆尼·馬利安尼等等，也都持續地關注這論題。通常而言，中世紀學者覺得，相互作用這點子非常艱澀；由於他們青睞研究天體行為，他們傾向於主張所有因果關係都具有非對稱性，假若兩個物體發生因果關係，強者會作用於弱者，並且改變弱者，而弱者不能作用於強者。一個物體是「施予者」，另一個是「承受者」，他們不能同時成為施予者與承受者。由於遇到種種困難，亞里斯多德的相應作用概念逐漸地被默默拋棄了，取而代之的是，當較為強勁與主動的物體A作用於較為微弱與被動的物體B時，物體B會被激發而反作用於物體A，雙方之中必定有一方邏輯優先於另一方。中世紀辯論隨著皮特盧·龐珀拿濟發表的著作《論反作用力》達到高潮，龐珀拿濟在他的著作裡詳細研討中世紀的各種論述，他總結，反作用力無疑會發生，然而並沒有任何理論能夠對之給出滿意解釋。:27-28
在十六世紀後期與十七世紀早期，力學開始發展成為一門新科學。最早的力學專家，例如義大利的喬萬尼·貝內戴蒂與伽利略·伽利萊、荷蘭的西蒙·斯蒂文，都沒有特別關注到作用力與反作用力論題，他們主要是在研究靜力學與與動理學。直到1630年代，學者們才開始聚焦於研究屬地物體的撞擊問題，越來越被懷疑的老舊的亞里斯多德學漸漸地被力學哲學取代，根據那時期的力學哲學，任何關於物體運動狀態變化的問題都可以在原則上被約化為粒子的運動問題，碰撞問題是最典範的物體運動狀態變化的問題之一，而這問題的唯一作用模式為接觸碰撞。在這方面的研究可以分為動理分析與動力分析。動理分析專注於研究，在碰撞前後，物體的速度與動量的改變，通常會通過某種守恆原理來描述碰撞事件的物理行為。動力分析主要研究在碰撞物體的接觸介面所產生的作用力，嘗試以作用力的角度來明白碰撞現象。:29-30
在動理分析方面，法國學者勒内·笛卡尔的論述是基於運動守恆原理與一些應用於各種物體碰撞案例的定律。在他的運動守恆原理裡，守恆量被取名為「動量」，是重量與速率的乘積，是個標量，不是向量。例如， 假設物體A撞擊到物體B，促使物體B改變它先前的運動狀態。對於這案例，按照笛卡尔的運動守恆原理，物體A所失掉的動量就是物體B所獲得的動量，而總動量維持不變。在笛卡爾的論述裡，沒有動力學的作用力與反作用力，但會有類似的動理學變化，即任何物體A的運動狀態變化會跟物體B的運動狀態變化相互匹配。再舉一個碰撞案例， 假設物體A撞擊到物體B，並且兩個物體都沒有出現任何動量的獲得或失掉，雖然一個或兩個物體的運動方向有所逆反，特別而言，物體A碰撞到無法移動的物體B，物體A因此以相同速率反向移動。對於這案例，笛卡爾認為，這不應該被視為物體A與物體B之間的相互作用，而應該被視為物體B的存在造成了物體A的方向被逆反。:30-31
捷克醫生馬克斯·馬希是動力分析的開拓者，他用衝量來量度物體的碰撞。在這裡，衝量是個向量，定義為物體的重量與速度的乘積，是物體內秉的性質，物體按照自己所擁有的衝量來移動自己或改變其它物體的運動。 假設兩個碰撞物體的衝量的大小相等，或者一個物體與固定牆壁發生彈性碰撞，對於這兩個案例，馬希認為，作用力與反作用力相等。對於某些其它案例，馬希的分析似乎意味著衝量較小的物體會施加較小的反作用力。:31
十七世紀中期，作用力與反作用力論題在英國受到日增月益的關注，肯能姆·迪格比在1644年發表的著作《兩篇論文》（Two treatises）已賣到第三版，他在著作裡主張，任何作用力都會涉及到反作用力，但是作用力與反作用力並不一定會相等。創建機械哲學的英國哲學家湯瑪斯·霍布斯在1656年著作《哲學基礎》（Elements of philosophy）裡明確指出，作用力與反作用力的方向相反。:32-34 迪格比與霍布斯是良朋益友，他們常常在科研方面相互切磋琢磨。他們還有一個好朋友湯瑪斯·懷特，他在1657年發表了著作《歐幾里得科學家》（Euclides physicus），其終結了在亞里斯多德學裡關於作用力與反作用力的論述。在這本書裡，懷特明確地斷言，任何作用力都會引發大小相等、方向相反的反作用力。然而，對於作用力與反作用力的大小之所以會相等，他並沒有給出正確解釋。懷特的理論是亞里斯多德學與力學的各種元素混合在一起的產物。如同亞里斯多德與笛卡爾，他認為不存在真空，整個空間都瀰漫著某種介質。但他不贊同笛卡爾所鼓吹的慣性原理，他覺得，只當受到外在影響時，物體才會移動，假若失去外在影響，則物體最終將會停止移動。懷特主張，假設物體A撞擊到物體B，則物體A會在接觸點壓迫物體B，促使物體產生抵抗力，假若物體A的作用力足以克服物體B的抵抗力，使得物體B移動穿過環繞在四周的介質，則由於介質會抵抗被穿過，會產生反作用力於物體B，因此，物體A的作用力會被物體B的抵抗力與介質的反作用力抵銷。:35-36
牛頓是否知悉這些前人的研究？他應該不曾閱讀過《歐幾里得科學家》，因為在那時期並沒有甚麼科學文獻以這本書為參考來源，儘管哥特佛萊德·萊布尼茲曾經仔細閱讀過這本書，並且在私人手稿裡對於這本書詳細做摘要。在1660年代，牛頓曾經閱讀了迪格比的著作《兩篇論文》和霍布斯 的著作《哲學基礎》。他很可能也曾經閱讀過收藏在劍橋大學伊薩克·巴羅的圖書館的著作《時間展望》。在這本發表於1648年的著作裡，作者法國物理學者艾曼紐·麥格南提出幾個引理。第一個引理是以萬有原理的方式闡明，任何作用力都會產生反作用力。第三個引理闡明，對於圓球墜落於平面的特別案例，作用力與反作用力相等。:33。所以，牛頓並不是憑空原創出第三定律，這定律的雛形老早就出現在亞里斯多德的理論裡，後來又出現在許多在牛頓以前地物理學者的著作裡。:37
大約在1664年到1668年間，年齡才二十出頭的牛頓開始研精覃思關於力學方面的論題。在被他稱為「廢書」（Waste Book）的筆記裡，在一個名為「公理與命題」的列表裡有幾條命題是第三定律的早期版本，例如，:98-99
命題7：假設兩個物體a與b朝著同樣方向往點O移動，而且物體a趕上了物體b，則它們將不會失去任何運動，因為物體a對於物體b的壓擠相等於物體b對於物體a的壓擠，因此物體a的運動減少多少，物體的b的運動也會增加多少。
命題8：假設兩個物體a與b朝著對方移動，並且在點O相遇，則它們將不會失去運動的差別與方向。對於這碰撞事件，它們同樣地壓擠於對方，因此，其中任何物體都不會比對方失去更多運動，它們的運動差別不會被摧毀。
在命題9裡，牛頓聲稱，假設兩個同樣的物體以大小相同的運動速率對撞在一起，然後以同樣速率反彈回去，在碰撞過程中，由於兩個物體會相互壓擠對方，兩個物體之間的彈力會促使運動停止，然後，隨著物體形狀的恢復，物體的速率也會增加，最終兩個物體的運動速率會等同先前，但方向會被逆反。
從1669年到1684年，在這15年間，牛頓都沒有踏足於力學領域，但是之後，他又再度開始研究力學，他起草了6條運動定律，其中，第三條定律讀為，:100
任何物體施加於其它物體多少作用，這物體也會感受到多少反作用；在這作用中，這物體的任何壓擠或拖拉其它物體，在反作用中，這物體也會同樣地被其它物體壓擠或拖拉　…　假若一個物體撞擊另外一個物體，靠著自己的力去改變那個物體的運動，那麼，這個物體的運動也會被那個物體的力同樣地改變。假若磁鐵吸引鐵，它自己也會同樣地被吸引，對於其它案例，這也會照樣地成立。

## 參閱
- 伊萨克·牛顿
- 牛頓運動定律
  - 牛頓第一定律
  - 牛頓第二定律
  - 牛頓第三定律
- 物理学定律列表